# 瓜伊雷河
10°25′31″N 67°0′45″W / 10.42528°N 67.01250°W

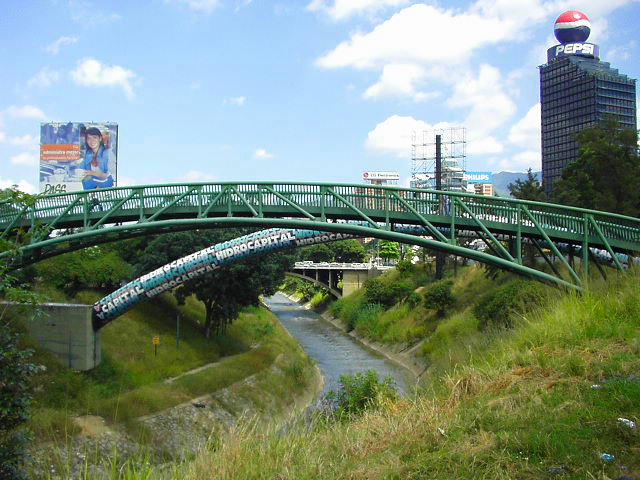
瓜伊雷河

瓜伊雷河（西班牙語：Río Guaire）是委內瑞拉的河流，屬於圖伊河流域的一部分，河道全長72公里，流域長45公里、寬15公里，面積約655平方公里，平均流量每秒1立方米。